# Колдофски, Гвендолин
Гвендолин Колдофски (урождённая Уильямс, англ. Gwendolyn Williams Koldofsky; 1 ноября 1906, Боуменвилл, провинция Онтарио — 12 ноября 1998, Санта-Барбара) — американская пианистка и музыкальный педагог канадского происхождения.

## Биография
Училась фортепиано в Торонто у Вигго Киля, затем в Лондоне у Тобайаса Маттея и Харольда Крэкстона и в Париже у Маргерит Ассельман. В 1943 году вышла замуж за скрипача Адольфа Колдофски и вместе с ним покинула в 1944 году Торонто, перебравшись сперва в Ванкувер, а в 1945 году в Лос-Анджелес, где с 1946 по 1990 годы преподавала аккомпанирующее фортепиано в Университете Южной Калифорнии.

## Творческие связи
В качестве пианиста-аккомпаниатора Гвендолин Колдофски вошла в историю как последний аккомпаниатор Лотты Леман (в 1951 году). Колдофски также выступала с такими выдающимися певцами, как Мэрилин Хорн, Салли Терри, Герман Прей и др.